# La Martorana
La Martorana (eller Santa Maria dell'Ammiraglio) är en kyrka vid Piazza Bellini i Palermo på Sicilien. Kyrkan innehåller många olika stilar i arkitektur, konst och kultur. Dess största skatt är ett mosaikporträtt av kung Roger, symboliskt krönt av Kristus.

## Historia
Namnet Santa Maria dell'Ammiraglio (Heliga Maria – Amiralens kyrka) grundades av den grekiske amiralen Georg från Antiochia som var kung Rogers sjöminister. Han byggde kyrkan som tacksägelse till Guds Moder som beskyddat honom under hans långa liv till sjöss och i politiken. Kyrkan invigdes omkring 1151, samma år som amiralen dog. Palermos kyrkor från denna tid har många konstverk i mosaik, troligen skapade av mästare från bysantinska riket.
År 1193 grundades ett benediktinerkloster intill kyrkan. Den första abbedissan var Eloisa Martorana. I slutet av 1100-talet dog den normandiska dynastin ut och efterträddes av den tysk-romerske kejsaren Fredrik II och därefter av Karl I av Neapel. Påsken 1282 inträffade ett uppror på Sicilien, som stöddes av krigare från Aragonien och bysantinska riket. Följden blev att Sicilien kom under kungariket Aragonien.
På 1400-talet, under Alfonso I av Aragonien, började kyrkan förändras i struktur och inredning för att passa benediktinerklostrets behov. Kyrkan kallades därefter La Martorana efter den första abbedissan.

## Konstverk

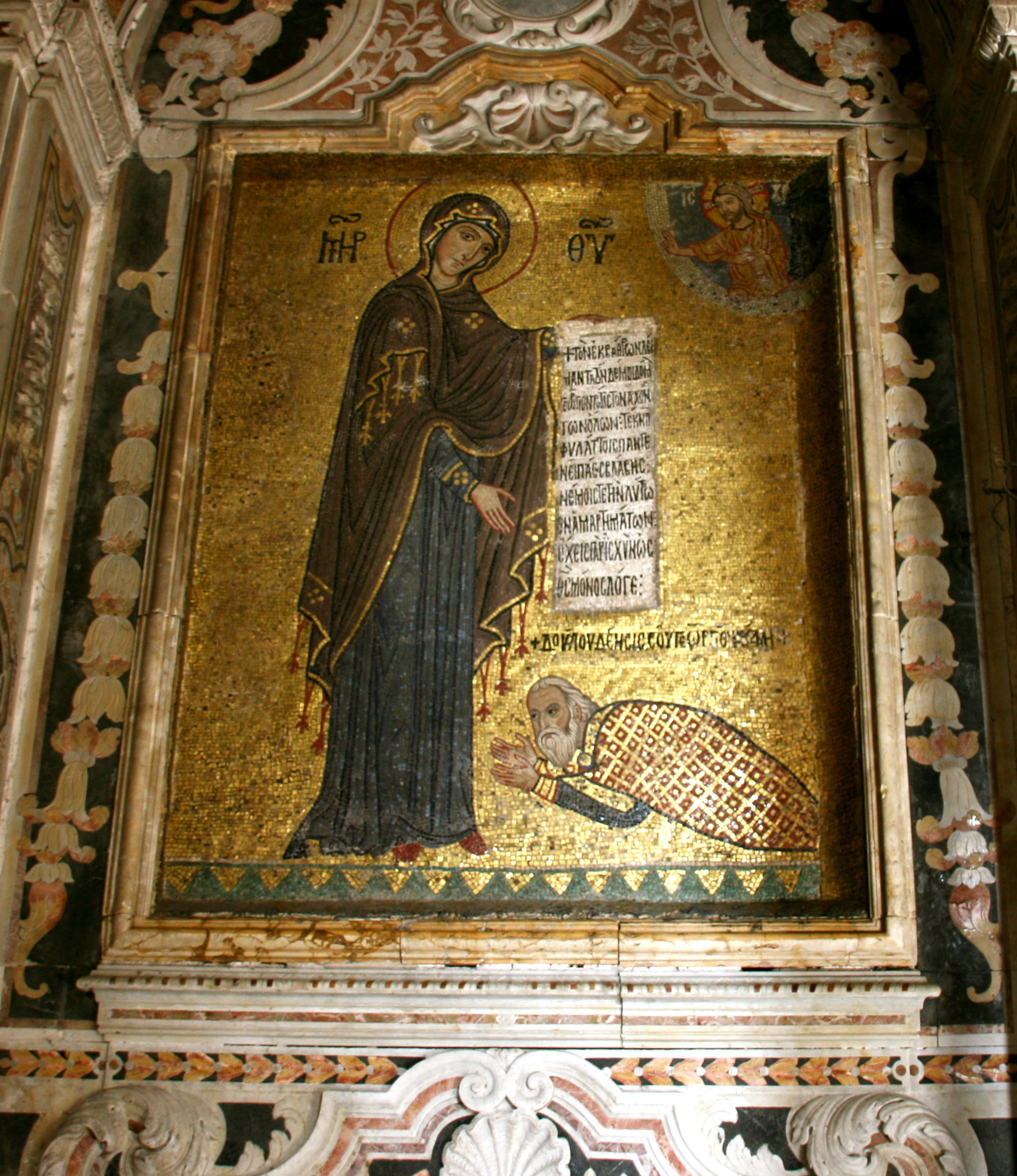
Jungfru Maria och Georg från Antiochia.
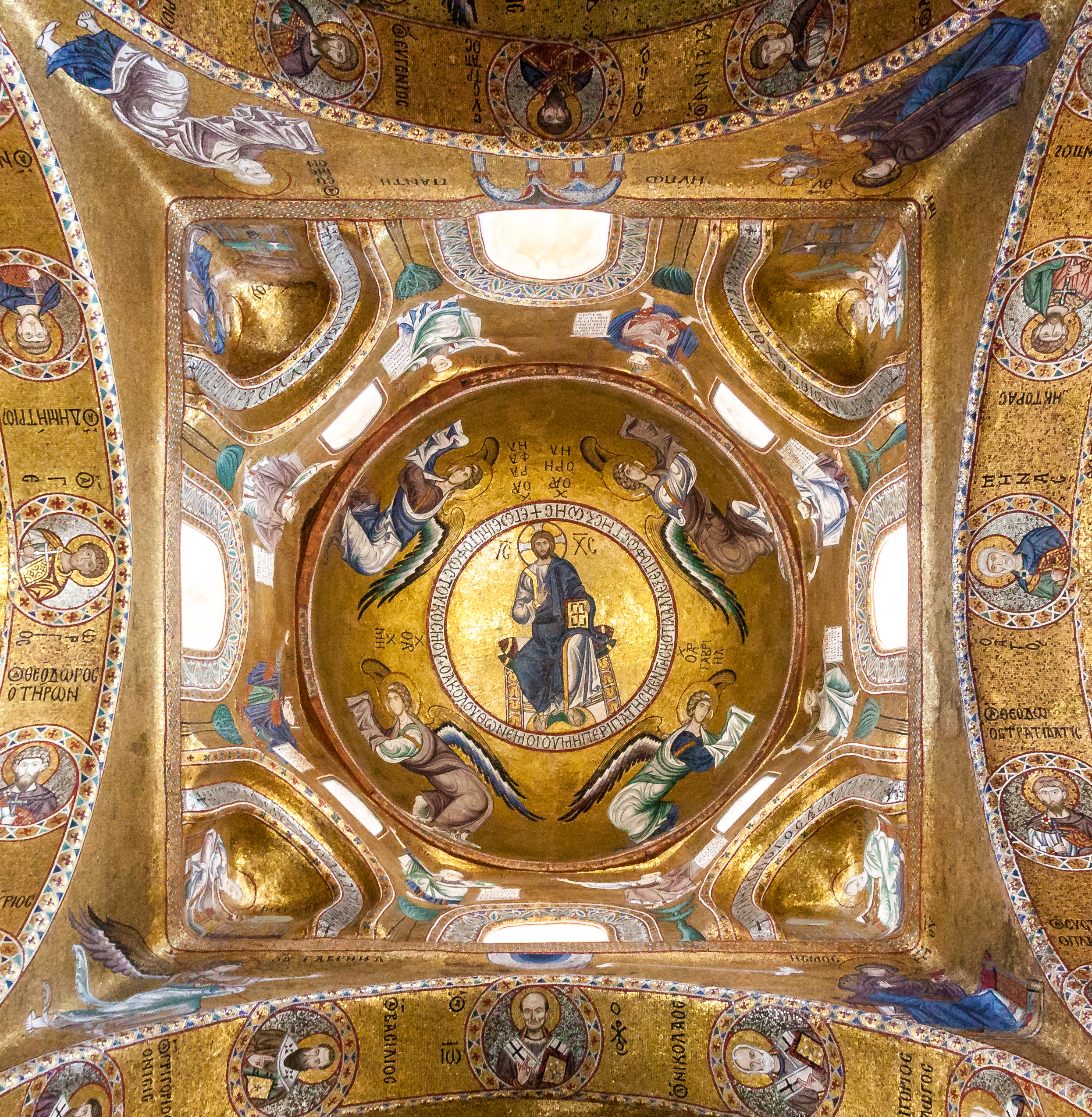
Mosaik med Kristus.
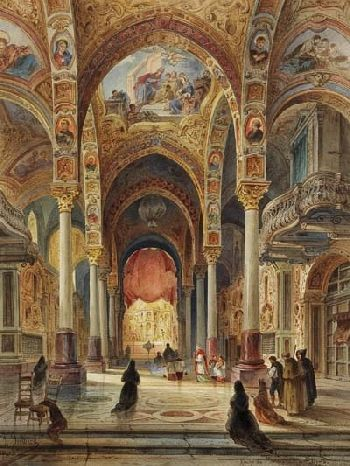
Santa Maria dell'Ammiraglio, akvarell.